# Колосова, Александра Михайловна
Алекса́ндра Миха́йловна Ко́лосова, в браке Караты́гина (4 (16) февраля 1802 — 7 (19) марта 1880) — ведущая русская драматическая актриса пушкинской эпохи. Дочь танцовщицы Евгении Колосовой, жена трагика Василия Каратыгина.

## Биография
Прошла обучение актёрскому мастерству и декламации сначала у князя А. А. Шаховского, потом у П. А. Катенина. Успешно дебютировала ролью Антигоны в трагедии Озерова «Эдип в Афинах» 16 декабря 1818 года, затем 30 декабря — в роли Моины в «Фингале» Озерова.
Тогда же, в 1818 году сыграла Эсфирь в трагедии Расина и официально была зачислена 1 марта 1819 года на санкт-петербургскую сцену Императорских театров, на которой играла до 1845 года (по другим источникам — 1844).

Каратыгина первой из русских актрис побывала за границей, брала в Париже уроки драматического мастерства у Тальма и Марс. 
«8 июня 1822 г. она уехала с матерью за границу и провела целый год в Париже, где училась у знаменитой французской артистки m-lle Марс, первоклассной исполнительницы мольеровских ролей. Вернувшись в Петербург, Колосова 27 ноября 1823 г. выступила в роли Селимены („Мизантроп“ Мольера). Естественность и простота исполнения этой роли, невиданная дотоле на русской сцене, привели публику в восторг; с тех пор Колосова стала выступать преимущественно в так называемой высокой комедии» см. Каратыгина Александра Михайловна // Биографический словарь. — 2000..
Новая французская драма, с 1830-х появившаяся и российской сцене, нашла в Каратыгиной прекрасную исполнительницу. Каратыгина создала в российском театре так называемую высокую комедию; имела огромный успех в Мольеровском репертуаре.
По воспоминаниям самой актрисы, «Пушкин в статье „Мои замечания об русском театре“ (1820) отмечал недостаток естественности и простоты в игре К.» и написал эпиграмму «На Колосову» и исполнение ею роли Эсфири в пьесе Расина. Правда, чуть позже поэт загладил свою вину перед «волшебницей прекрасной» в послании «К Катенину» (1821). «Пушкин обращается к Катенину, как к учителю Колосовой по драматическому искусству и как к общему их другу, не решаясь писать прямо ей после их размолвки из-за его эпиграммы», — объясняет комментарий Т. Г. Цявловской.
В феврале 1827 года она вышла замуж за В. A. Каратыгина.
Чета знаменитых актёров была знакома с самыми именитыми людьми времени — Пушкиным, Грибоедовым, Крыловым, Одоевским, Рылеевым, Кюхельбекером, с декабристами. Но при этом надо помнить о многослойности и условностях времени: актёрская профессия ещё долго считалась непрестижной в высшем обществе, и хотя самым знаменитым слугам Мельпомены удавалось вырваться из своего круга, для потомственных аристократов они оставались «комедиантами».
Со времени открытия Александринского театра в Петербурге (1832 г.) она вместе с мужем играли основные роли на этой сцене.
В её репертуаре множество ролей классических драм, которые она блестяще исполняла не только на русском, но играла и на французском языке. Оставила сцену в 1844 или 1845 году.
Занималась литературной деятельностью: перевела с немецкого драму писательницы Шарлотты Бирх-Пфейфер «Эсмеральда» и написала «Воспоминания» («Русский Вестник», 1881, № 4 и 5).
Скончалась в марте 1880 года и была похоронена на Смоленском православном кладбище рядом с мужем, В. А. Каратыгиным, умершим в 1853 году. Позже, внуками Василием и Валентином фон-дер-Пален там погребена дочь супругов, Евгения Васильевна Тидеке (урожд. Каратыгина), скончавшаяся в 1896 году. В 1936 году останки супругов Каратыгиных были перенесены на Тихвинское кладбище — Некрополь мастеров искусств

## Роли
- 1818 — «Эдип в Афинах» Озерова, 1818 — Антигона
- 1818 — «Фингал» Озерова — Моина
- 1819 — «Заира» Вольтера — Заира
- Эсфирь («Эсфирь» Расина, 1819),
- Камилла («Гораций» Корнеля, 1823);
- Мария Стюарт (Шиллера, 1834),
- Мария («Мария, или Три эпохи из жизни женщины» (Ансело, 1837),
- госпожа де Лери («Женский ум лучше всяких дум», «Каприз» Мюссе, 1837),
- Елена Глинская («Елена Глинская», Полевого, 1842)[7].